# Fatima Rushdi
Fāṭima Rushdī (in arabo ﻓﺎﻃﻤـة ﺭﺸﺪﻱ‎?; Alessandria d'Egitto, 15 novembre 1908 – Il Cairo, 23 gennaio 1996) è stata un'attrice e regista egiziana.

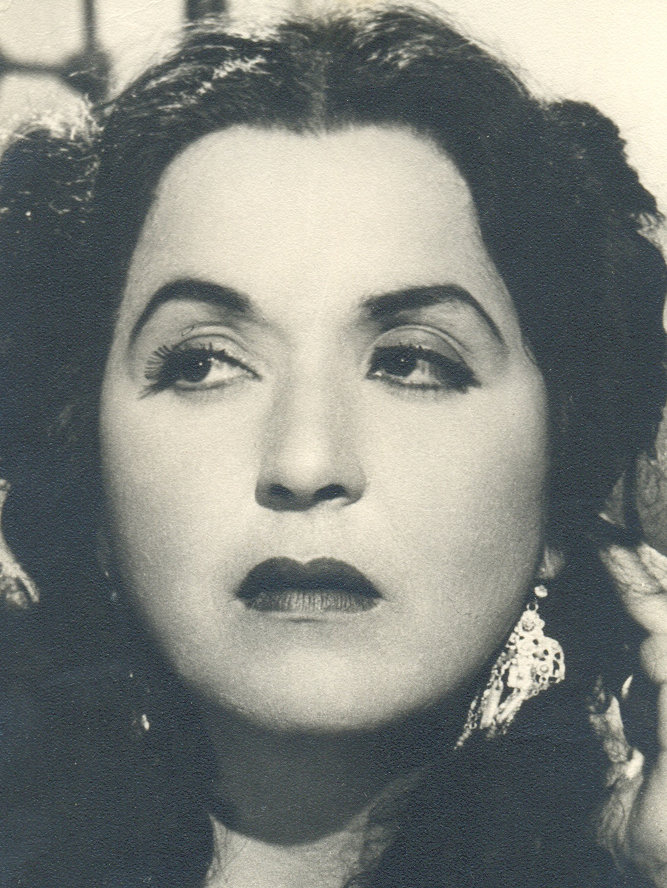
Fāṭima Rushdī in un anno imprecisato

Attrice, regista e produttrice, è considerata tra le pioniere del cinema egiziano.

## Biografia
Trasferitasi a 14 anni dalla natia Alessandria al Cairo per intraprendere la carriera di attrice, Fatima Rushdi entrò in una compagnia teatrale, pur senza aver ricevuto alcun addestramento all'arte recitativa e parlando solo arabo mosse i suoi primi poassi sul palcoscenico nel 1926, cominciando a viaggiare nel Nordafrica.
Il regista teatrale ʿAzīz ʿĪd s'innamorò di lei e le insegnò a leggere e a scrivere. Divenne nota come la "Bernhardt dell'Oriente", avendo ripreso numerosi lavori messi in scena dalla famosa attrice francese.
Il primo film cui partecipò fu nel 1928 Fājiʾa fawq al-haram di Ibrahim Lama. Nel 1933 fu lei a dirigere il suo primo e unico film, al-Zawāj (Il matrimonio), che ricevette un premio a Parigi. Non sono conosciute copie sopravvissute, e nelle sue Memorie del 1970, affermò di aver bruciato l'intera pellicola. Nel film ella interpretava una donna costretta a un matrimonio infelice da suo padre, che alla fine moriva tragicamente.
Girò numerosi film di Kamal Selim, incluso il film realistico al-ʿAzīma (1939), in cui interpretava il ruolo di una giovane ragazza della classe operaia che s'innamorava del figlio del suo vicino. La sua ultima apparizione sullo schermo avvenne nel 1955, in un ruolo secondario di Daʿūnī aʿīsh / Lasciatemi vivere (in arabo دعوني أعيش‎?) di Ahmad Diya' al-Din.
Negli Anni sessanta, Rushdi animò una struttura aperta a registi e studenti nel Cairo Higher Institute for Drama Studies.